# 犯罪主体
犯罪主体（英語：subject of crime）或稱行為主體，是指實施犯罪行為的自然人或法人，依法應負擔相應的刑事責任。

## 自然人犯罪
自然人犯罪主体一般要件必须是自然人达到刑事责任年龄、具有刑事责任能力；某些犯罪还要求行为人具有特殊的身份。刑事责任能力是指行为人对自己的行为具有辨识和控制能力，两者必须同时具备。在故意犯罪中，如果缺乏两者之一，都不能成立故意犯罪。

### 刑事责任年龄
刑事责任年龄是指行为人必须达到一定的年龄，才能承担相应的刑事责任。以中华人民共和国为例：
| 刑事责任能力分类   | 适用对象               | 需负刑事责任范围 |
| ------------------ | ---------------------- | --- |
| 完全刑事责任能力   | 16周岁以上             | 全部犯罪行为（无论故意、过失）                                                                                             |
| 相对无刑事责任能力 | 已满14周岁、不满16周岁 | 故意杀人、故意伤害致人重伤或者死亡、强奸、抢劫、贩卖毒品、放火、爆炸、投毒罪的犯罪行为                                     |
| 相对无刑事责任能力 | 已满12周岁、不满14周岁 | 故意杀人、故意伤害罪，致人死亡或者以特别残忍手段致人重伤造成严重残疾，情节恶劣，经最高人民检察院核准追诉的，应当负刑事责任 |
| 完全无刑事责任能力 | 12周岁以下             | 对所有犯罪行为都不负刑事责任                                                                                               |
| 减轻刑事责任能力   | 已满14周岁、不满18周岁 | 应当从轻或减轻处罚；不得判处死刑（包括死缓）                                                                               |

### 刑事责任能力
刑事责任能力是指行为人辨识和控制自己行为的能力。影响责任能力的因素包括有责任年龄、精神障碍、生理机能受损等。根据《中华人民共和国刑法》，如果行为人虽然已经成年，但却是不具备完全刑事责任能力或者其他法定形式，可以从轻、减轻或免除处罚（刑法第18条第3款）。一些学者认为刑事责任能力并非犯罪主体，而是犯罪主观方面的构成要件。
- 精神病人，采用双重标准，包括医学标准和心理学标准。其中完全丧失辨识或控制能力，不构成犯罪，也不处罚。尚未完全丧失的精神病人，应当负刑事责任，但可以从轻、减轻处罚。
- 又聋又哑的人，或者盲人。可以从轻、减轻或免除处罚[6]。
- 醉酒的人，在中华人民共和国刑法中，范围限制为病理性醉酒，属于急性中毒或精神病的一种。在《瑞士刑法典》、《意大利刑法典》、《奥地利刑典》中也有类似的规定[7]。
- 老年人。在中华人民共和国刑法中（第17条）规定“已满75周岁的人故意犯罪的人，可以从轻或者减轻处罚；过失犯罪的，应当从轻或者减轻处罚。”[8]

### 身份犯
刑法所规定的身份犯(Sonderdelikt)，是对行为人的刑事责任有影响的行为人人身方面特定的资格、地位或状态，如国家工作人员、司法工作人员、军人、罪犯、男女等。自然人身份犯的类型有很多：
- 特定公职：贪污罪、受贿罪、徇私枉法罪、徇私舞弊不征税款罪、放纵走私罪。
- 特定法律地位：伪证罪、辩护人伪造证据罪、诉讼代理人妨害作证罪；
- 承担特定法律义务的人：逃税罪、遗弃罪。
- 特定的生理、病理特征的人：强奸罪、传播性病罪。

由于司法实践中出现的各类复杂情况，部分身份犯罪均存在两人以上的共同犯罪情形；在立法上，通常会对身份犯的身份定义有额外的司法解释或修正。

## 单位犯罪
单位犯罪是指具有刑事责任能力的单位主体，承担刑法规定的刑事处罚。由于对于单位犯罪的定义并不明确，很多国家的刑法典通常采用非常严格的明确规定，中华人民共和国必须要求单位具有法律资格，犯罪是出于单位意志（而非个人意志）支配下，以单位的名义实施的行为，行为触犯了刑法的明确规定。
对于单位犯罪的处罚，通常采用双罚制：对单位判处罚金、对直接负责的主管人员和直接责任人员判处刑罚。